# George Stanhope (8e comte de Chesterfield)
Pour les articles homonymes, voir George Stanhope.
George Philip Stanhope (29 novembre 1822 – 19 octobre 1883) est le 8e comte de Chesterfield, succédant à son cousin au troisième degré, George Stanhope (7e comte de Chesterfield), en 1871. 

## Biographie
Il est le fils de George Charles Stanhope et Jane Galbraith. Il épouse, tout d'abord, Marianne Roche, fille de William Roche, le 8 avril 1856. En secondes noces, il épouse Catherine Jane Jarvis Bond, fille de John Hildebrand Bond, le 7 mars 1877. En troisièmes noces, il épouse Agnes Payne, fille de James Payne, le 7 décembre 1882 . 
En 1841, il obtient le grade d'enseigne dans le 29e (Worcestershire) Regiment d'infanterie et est promu lieutenant en avril 1842. Il accède au titre de 8e comte de Chesterfield le 7 juillet 1873 . Il vivait à Rockwood, Strabane, comté de Tyrone, Irlande. Son seul enfant est Philip Laurence John Stanhope (8 décembre 1857 - 1er septembre 1860). 
George Stanhope, 8e comte de Chesterfield, est décédé le 19 octobre 1883, à l'âge de 60 ans, à Killendarragh, Lifford, comté de Donegal, Irlande, sans descendance. Son testament est homologué le 22 mars 1884 à Derry, dans le comté de Londonderry, en Irlande, à moins de 4 500 £. Il est remplacé comme comte de Chesterfield par Henry Scudamore-Stanhope, son cousin au quatrième degré. 